# France au Concours Eurovision de la chanson 2001
La France a participé au Concours Eurovision de la chanson 2001 à Copenhague, en Danemark. C'est la 44e participation de la France au Concours Eurovision de la chanson.
Le pays est représenté par Natasha St-Pier et la chanson Je n'ai que mon âme, sélectionnés en interne par France 3.

## Sélection
France 3 choisit l'artiste et la chanson en interne pour représenter la France au Concours Eurovision de la chanson 2001. Après avoir utilisé la finale nationale les deux années précédentes, ayant eu des scores faibles avec ce mode de sélection, France 3 décide de revenir à une sélection interne.
Lors de cette sélection, c'est la chanteuse canadienne Natasha St-Pier et la chanson Je n'ai que mon âme, écrite et composée par Robert Goldman sous son pseudonyme J. Kapler, qui furent choisies.

## À l'Eurovision

### Points attribués par la France
| 12 points | Portugal  |
| 10 points | Israël    |
| 8 points  | Estonie   |
| 7 points  | Turquie   |
| 6 points  | Allemagne |
| 5 points  | Espagne   |
| 4 points  | Danemark  |
| 3 points  | Grèce     |
| 2 points  | Suède     |
| 1 point   | Slovénie  |

### Points attribués à la France
| 12 points                                | 10 points           | 8 points   | 7 points                                  | 6 points                                                          |
| ---------------------------------------- | ------------------- | ---------- | ----------------------------------------- | ----------------------------------------------------------------- |
| - Bosnie-Herzégovine - Portugal - Russie | - Estonie - Pologne | - Pays-Bas | - Irlande - Lettonie - Lituanie - Norvège | - Allemagne - Croatie - Danemark - Royaume-Uni - Slovénie - Suède |
| 5 points                                 | 4 points            | 3 points   | 2 points                                  | 1 point                                                           |
|                                          | - Grèce - Islande   | - Espagne  | - Israël                                  | - Turquie                                                         |

Natasha St-Pier interprète Je n'ai que mon âme en 14e position lors du concours suivant l'Espagne et précédant la Turquie. Au terme du vote final, la France termine 4e sur 23 pays avec 142 points, recevant le maximum des douze points de la Bosnie-Herzégovine, du Portugal et de la Russie,. Il s'agit du plus haut score de la France au concours depuis 1995 et ce, jusqu'à la deuxième place de Barbara Pravi en 2021.